# Ans Gravesteijn
Angelina Eleonore (Ans) Gravesteijn  (Gouda, 3 januari 1951) is een voormalige Nederlandse roeister. Ze vertegenwoordigde Nederland bij verschillende grote internationale wedstrijden. Eenmaal nam ze deel aan de Olympische Spelen.
Zij was en is lid van de Utrechtse Studenten Roeivereniging "Triton".
In 1969 werd ze Nederlands kampioene in de skiff bij de junioren en derde bij de senioren.
In 1971 maakte ze deel uit van de nationale damesacht die 4e werd op het Europees kampioenschap in Kopenhagen.
In 1976 won zij de Skiffhead en maakte ze haar olympisch debuut op de Olympische Spelen van Montreal op het onderdeel vier met stuurvrouw. Met haar team drong ze door tot de finale en behaalde daar een vijfde plaats met een tijd van 3.54,36.
Als coach begeleidde zij een 2e jaars dames dubbelvier die in 1980 open Belgisch kampioen werd.
In 1981 een dames dubbelvier die Nederlands kampioen werd.
In 1982 won haar ploeg, een zware dames dubbeltwee, de Match des Seniores (de voorloper van het wereldkampioenschap seniores B (onder de 23 jaar)). 
In 1983 werd haar ploeg, een dames dubbelvier, 6e op het wereldkampioenschap te Duisburg.
Vanaf 1985 coachte zij vele zware herenploegen bij de USR Triton, waaronder diverse "oude" vieren die, zonder uitzondering, de finale haalden.
Een hoogtepunt was het winnen van de "Head of the River" met een zware herenacht in 2008.
In 1995 coachte zij een masters D+ vier naar de overall overwinning op de FISA Masters wedstrijden te Bled (Slovenië).
Sinds 1 september 2011 is zij Talent Coach van het Regionaal Talenten Centre Zuid-Holland.
Ans Gravesteijn heet sinds haar huwelijk Rom Colthoff en is moeder van twee zoons, Jurrien en Pieter Rom Colthoff. Jurrien was in 2004 reserve voor de acht met stuurvrouw op de Olympische Spelen van Athene. 
Pieter maakte deel uit van de bronzen lichtgewicht acht op het wereldkampioenschap te Linz in 2006

## Palmares

### roeien (vier met stuurvrouw)
- 1976: 5e OS - 3.54,36

### roeien (dubbelvier met stuurvrouw)
- 1975: 8e WK in Nottingham - 3.36.55

### roeien (acht)
- 1971: 4e EK in Kopenhagen - 3.45,08

Liesbeth Vosmaer-de Bruin · 
Hette Borrias · 
Myriam van Rooyen-Steenman · 
Ans Gravesteijn · 
Monique Pronk (stuurvrouw)